# Клевер (яйцо Фаберже)
«Кле́вер» — ювелирное яйцо, одно из пятидесяти двух императорских пасхальных яиц, изготовленных фирмой Карла Фаберже для русской императорской семьи. Оно было создано в 1902 году для императора Николая II и подарено на Пасху его супруге, императрице Александре Фёдоровне. В настоящий момент яйцо находится в музее Оружейной палаты в Москве.

## Дизайн
Яйцо «Клевер» выполнено в стиле модерн. Его форму образует узор из стеблей и листьев клевера. Часть листьев заполнена светло-зелёной прозрачной эмалью, а некоторые листки украшены мелкими алмазами. Между листьев вьются тоненькие ленточки, изложенные рубинами. По краю между верхней и нижней половинками яйца, скрытыми листьями, идет ажурный ободок с изображениями императорской короны, дата «1902» и монограммой императрицы Александры Федоровны.
Яйцо стоит на изящной золотой подставке с тремя ножками и скобками из плавно изогнутых стеблей. Небольшая застежка внутри яйца, вероятно, содержала на месте сюрприз.

## Сюрприз
В годы революции сюрприз был утерян, но, согласно архивным документам, это был драгоценный четырёхлистник клевера, который украшали 23 крупных бриллианта с четырьмя миниатюрными портретами дочерей Николая II: Ольги, Татьяны, Марии, Анастасии.

## История
Это яйцо символизирует мечту Николая II: счастливый союз с женой, любовь и семью.
Поступило из Московского товарищества в 1927 году. С 1933 года хранится в Оружейной палате Кремля. Яйцо является очень хрупким, и из-за этого его не перевозят для экспозиции в другие места.